# Deutsche Gräueltaten im Jahr 1914

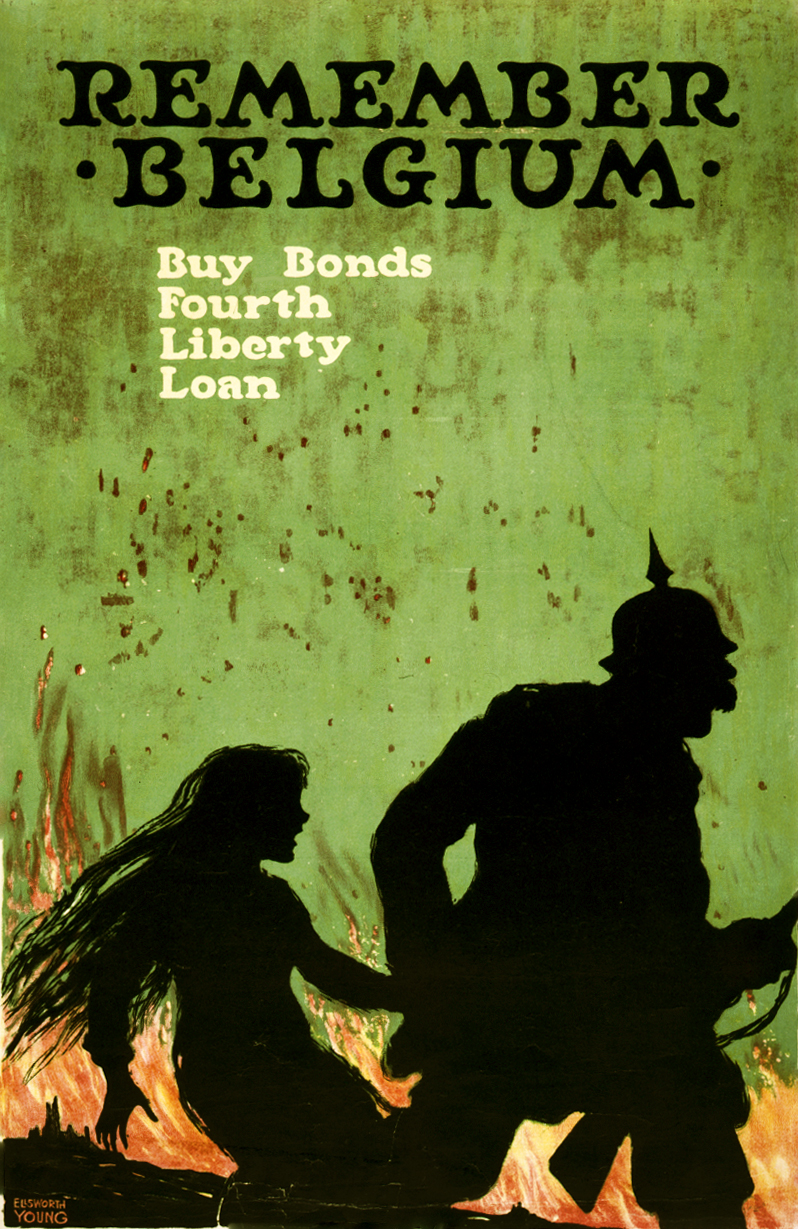
Werbung für den Erwerb amerikanischer Kriegsanleihen (Liberty Bonds), sinnbildlich dargestellt: „Rape of Belgium“, engl. Bezeichnung für den deutschen Angriff auf das neutrale Belgien 1914

Deutsche Gräueltaten von 1914 (frz. atrocités allemandes de 1914, engl. German atrocities 1914) war ein zeitgenössischer Propagandabegriff der Entente und ihrer Verbündeten für die deutschen Kriegsverbrechen im Ersten Weltkrieg, die zwischen August und Oktober 1914 in Belgien, insbesondere in Wallonien und in den französischen Départements Meuse, Ardennes und Meurthe-et-Moselle an Zivilisten begangen wurden.
Im August und September 1914 forderten diese Gewalttaten innerhalb von drei Wochen Tausende von Opfern unter der Zivilbevölkerung, die verdächtigt wurde, Freischärler zu verstecken, was einen Verstoß gegen die Haager Konventionen von 1899 und 1907 darstellte.
Erschießungskommandos setzten die von den deutschen Streitkräften unter Kriegsrecht getroffenen Entscheidungen sofort um, und zwar im Schnellverfahren und ohne dass die Opfer dieser Übergriffe ein faires Verfahren erhielten. Zwanzigtausend Häuser wurden zerstört, darunter allein 600 in Visé und 1100 in Dinant in Wallonien, der belgischen Region, die auf der Hauptachse der Invasion lag und die am meisten unter diesen Gräueltaten zu leiden hatte.
Diese Massaker, die in der alliierten Presse ausführlich behandelt und auch propagandistisch instrumentalisiert wurden, brachten das Deutsche Kaiserreich international in eine schwierige Lage und trugen zu seiner Diskreditierung bei. Die internationale Öffentlichkeit, vor allem die der USA, nahm Deutschland aufgrund dieser Berichte sehr negativ wahr. Diese Empörung wurde später auf den Höhepunkt getrieben, als Deutschland am 7. Juni 1915 die Lusitania torpedierte und im Jahr darauf den uneingeschränkten U-Bootkrieg ausrief. Diese Tatsachen wurden von politischen Strömungen, die sich für den Kriegseintritt der USA einsetzten, sowie von der amerikanischen Propaganda zur Rekrutierung von Freiwilligen ausgenutzt.

## Orte
Die Massaker fanden in sämtlichen Provinzen Belgiens sowie in Frankreich in den Départements Meuse, Ardennes und Meurthe-et-Moselle statt.
Da die deutsche Kriegsstrategie die Hauptachse der Invasion nach Wallonien gelegt hatte, fand die Mehrzahl dieser Massaker in dieser Region statt. In allen wallonischen Provinzen wurden in etwa 100 Orte jeweils mindestens zehn Zivilisten erschossen. Die größte Opferzahl gab es mit 674 beim Massaker von Dinant, wo auch mehrere Stadtviertel vollständig niedergebrannt wurden.
Die Ereignisse blieben jedoch nicht auf Wallonien oder Belgien beschränkt: Auch in Frankreich gab es unter denselben Bedingungen Tausende von Opfern. Vor allem in Großbritannien und den USA veränderte sich die öffentliche Meinung aufgrund dieser „deutschen Barbarei“ zugunsten des Kriegseintritts.

### In Belgien

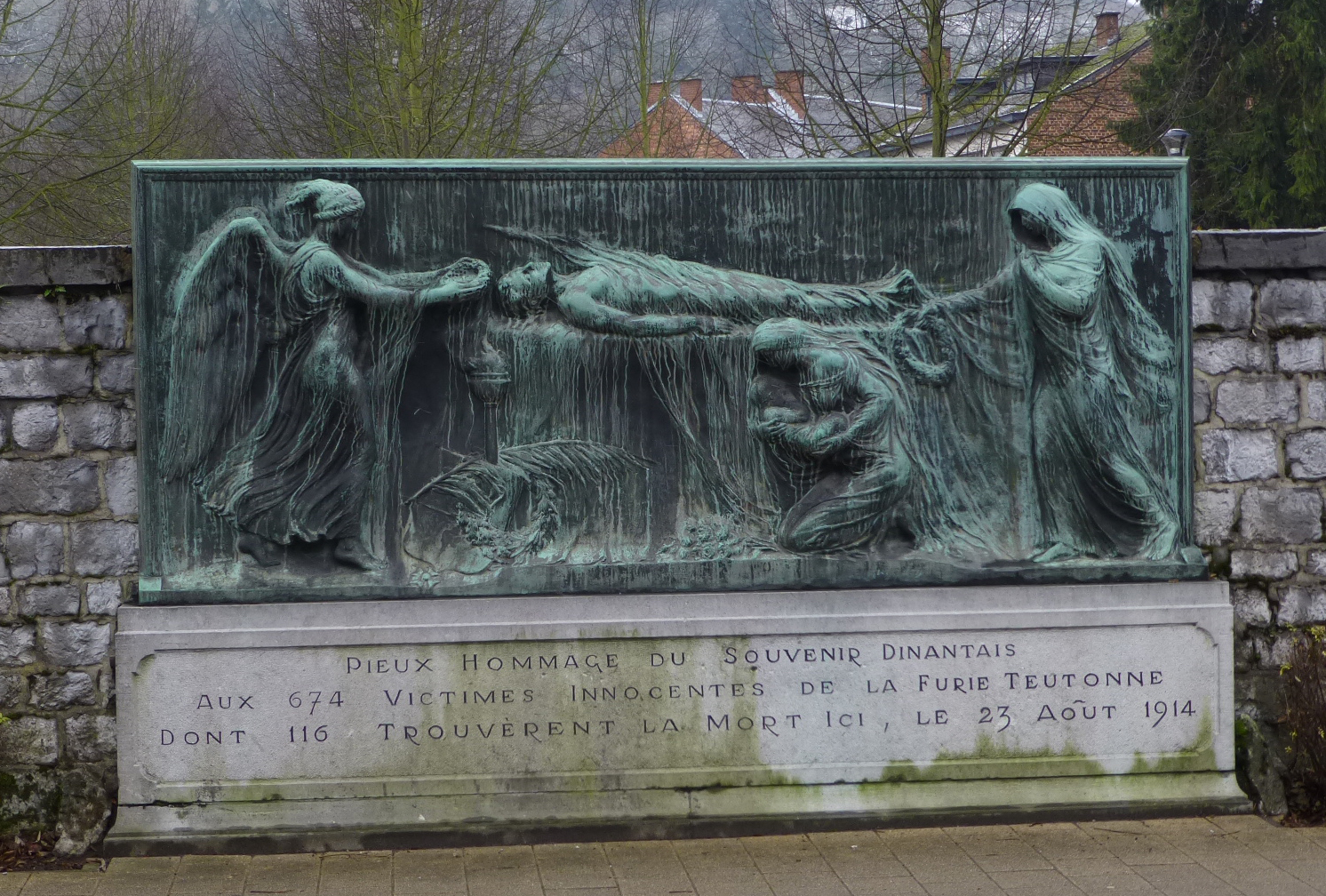
Denkmal in Dinant für die 674 zivilen Opfer „der teutonischen Raserei“, von denen am 23. August 1914 an diesem Ort 116 erschossen wurden.

Vom 5. bis zum 26. August 1914 erschossen Angehörige der kaiserlichen deutschen Armee in rund 100 wallonischen Gemeinden mehr als 5.000 Zivilisten. Sie zerstörten dort mehr als 15.000 Häuser, darunter 600 in Visé und 1.100 in Dinant. Dies machte 70 % der Übergriffe zu Beginn der Invasion in Frankreich und Belgien aus.
Die folgende Liste ist nicht vollständig, da sie nur die Orte enthält, die mindestens zehn Todesopfer zu beklagen hatten.
- 5. August: Berneau und Soumagne (118 Zivilopfer)
- 6. August: Battice (33 Zivilopfer), Blegny, Esneux, Sprimont, Magnée, Mouland, Olne, Hermée, Rétinne und Romsée
- 7. August: Warsage, Herstal, Lixhe und Louveigné
- 8. August: Baelen, Francorchamps, Herve und Labouxhe-Mélen (Hier wurden 72 Zivilisten aus den Dörfern der Umgebung erschossen)
- 9. August: Sint-Truiden
- 10. August: Linsmeau
- 14. August: Barchon
- 15. August: Wandre
- 16. August: Visé
- 18. August: Haccourt, Heure-le-Romain[3] und Tongern
- 19. August: Aarschot (156 Zivilopfer) und Attenrode
- 20. August: Liège, Érezée, Andenne (218 Zivilopfer), Franc-Waret und Somme-Leuze

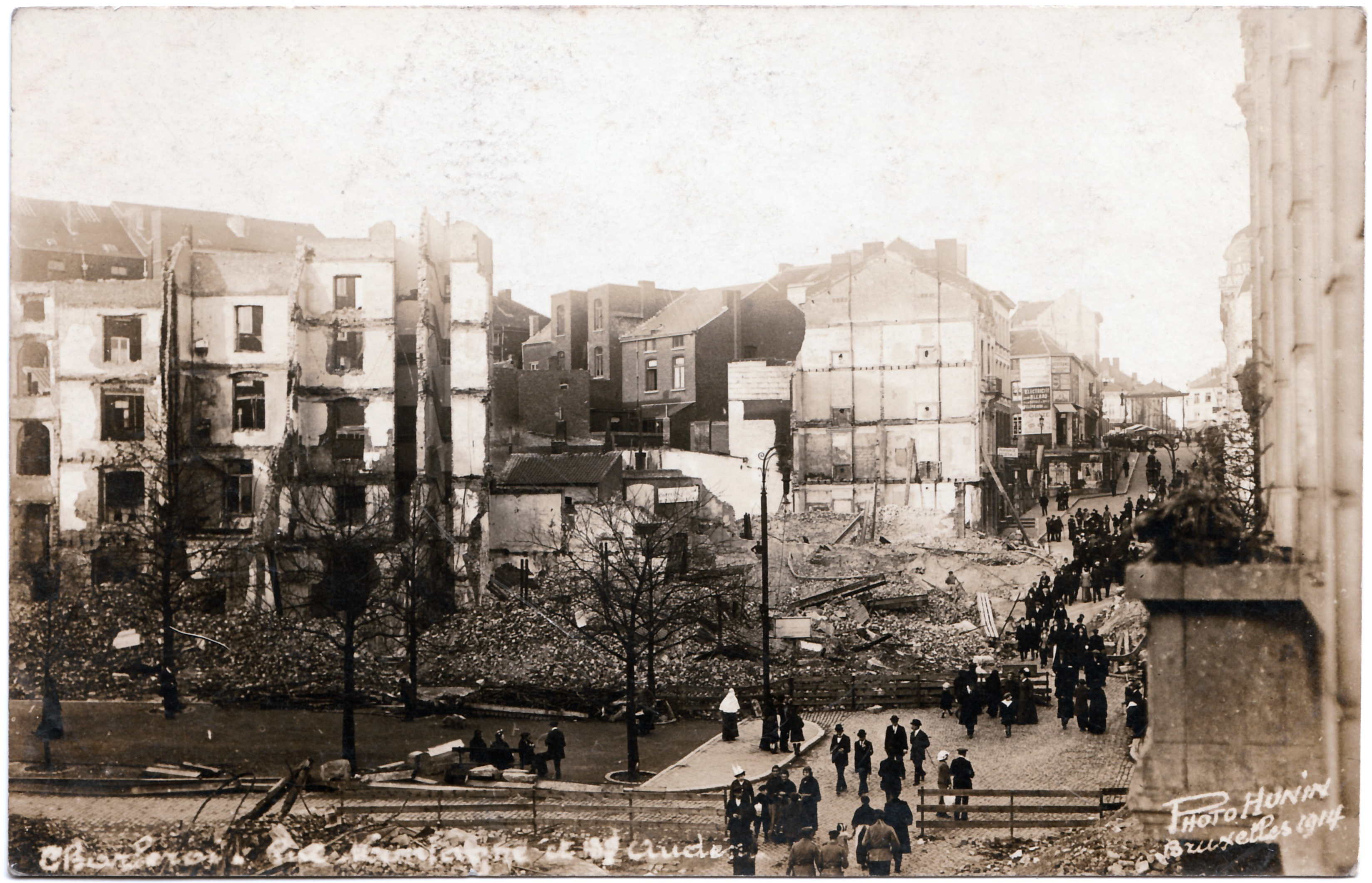
Gebäude an der Ecke Boulevard Audent / Rue de la Montagne in Charleroi, die am 22. August 1914 vorsätzlich in Brand gesetzt wurden.

- 21. August: Arsimont und Auvelais

- 22. August: Anloy[4], Mussy-la-Ville, Neufchâteau, Tintigny (120 Zivilopfer)[5], Tamines (383 Zivilopfer), Bouffioulx[6], Farciennes und die Umgebung von Charleroi (250 Zivilopfer)
- 23. August: Ethe (218 Zivilopfer), Bièvre (17 Zivilopfer), Bouge, Dinant, Neffe und Bouvignes-sur-Meuse (674 Zivilopfer beim Massaker von Dinant), Hastière-par-delà (19 Zivilopfer), Spontin, Waulsort, Flénu, Jemappes, Nimy, Quaregnon, Ville-Pommerœul, Saint-Léger und Virton
- 24. August: Bertrix, Houdemont, Izel, Offagne, Hermeton-sur-Meuse, Namur und Latour (71 Zivilopfer)
- 25. August: Leuven (248 Zivilopfer), Anthée (13 Zivilopfer), Romedenne[7], Surice und Zemst (mehr als 10)[8];
- 26. August: Arlon, Dourbes (3 Zivilopfer) und Frasnes-lez-Couvin (12 Zivilopfer), die letzte betroffene wallonische Ortschaft.
- 26. August: Martyrium von Abbé Paul Gilles[9], Vikar von Couvin
- 16. September: 34 Zivilisten wurden in der Carrière du Lion in Frasnes erschossen.

### In Frankreich
- 10. August: Jarny (3500 Einwohner, 25 Menschen erschossen)
- 11. August: Bazailles (230 Einwohner)
- 12. August: Badonviller (2100 Einwohner, 84 Häuser eingeäschert, 12 Zivilisten getötet; 14 deportiert)
- 20. August: Nomeny (1300 Einwohner, 55 Tote)[10]
- 23. August: Fresnois-la-Montagne (500 Einwohner, 102 Häuser eingeäschert, 68 Zivilisten getötet)
- 24. August: Gerbéviller, Longuyon (2300 Einwohner, Ortschaft zu 80 % eingeäschert, 213 Gebäude vollständig zerstört, 156 Zivilisten ermordet oder lebendig verbrannt)[11][12]
- 24. August: Haybes[13] (2216 Einwohner 1911; 61 Zivilisten getötet und 596 Häuser eingeäschert)

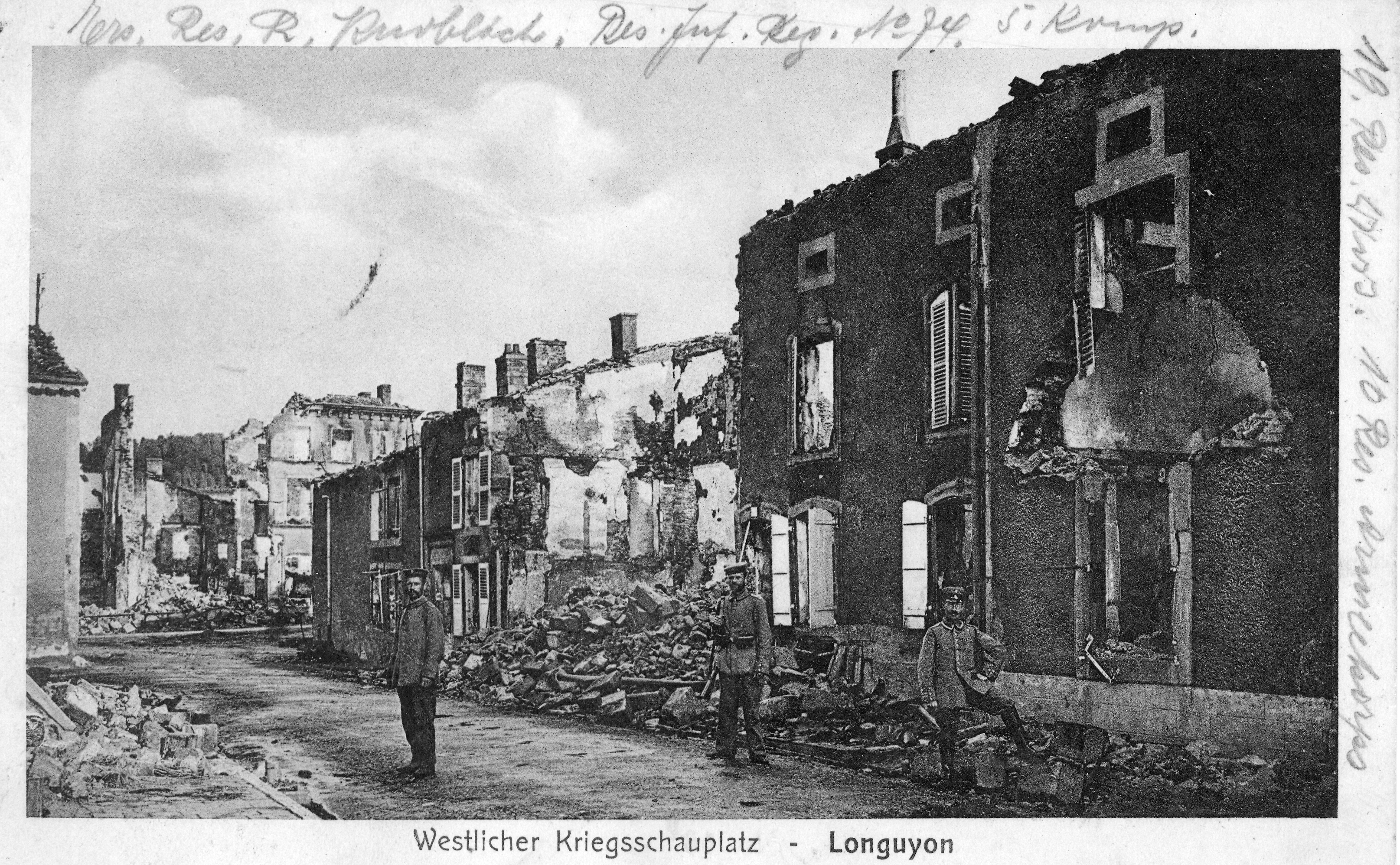
Die 1914 von Deutschen zu 80 % eingeäscherte Ortschaft Longuyon.

- 25. August: Margny (429 Einwohner 1911; 41 Zivilisten getötet und 73 Gebäude niedergebrannt)
- 26. August: Olizy-sur-Chiers (552 Einwohner 1911; 15 Getötete, Dorf zu 85 % eingeäschert)[14]

- 27. August: Crèvecœur-sur-l’Escaut (13 Zivilisten ermordet)
- 2 September, Senlis: Als Vergeltung für den Widerstand der französischen Truppen, die sich zurückziehen und den Kampf fortsetzen, wird der Bürgermeister Eugène Odent zusammen mit mehreren zufällig ausgewählten Zivilisten als Geisel genommen. Er wird misshandelt und anschließend erschossen. Die Deutschen rechtfertigten sich damit, dass sich Zivilisten der französischen Armee angeschlossen und auf sie geschossen hätten, was jedoch nie bewiesen wurde. Selbst wenn dies der Fall gewesen wäre, wurde die 1914 geltende Haager Konvention sehr oft missachtet. In Senlis und Umgebung wurden während der neuntägigen Besatzung 29 Zivilisten getötet: direkte Opfer – weil die Deutschen, wie in Belgien in großem Stil, auch hier Zivilisten als menschliche Schutzschilde benutzten – oder indirekte Opfer infolge der Bombardierung der Stadt und der von den deutschen Truppen gelegten Brände.[15][16][17][18]
- 6 September, Recquignies (Département Nord). Zu Beginn der Belagerung von Maubeuge wurden 13 Geiseln am Ufer der Sambre in Boussois erschossen. Sie waren Franzosen und Belgier und wohnten in Recquignies und Boussois. Laut einem schriftlichen Zeugnis wurden sie von Soldaten des 57. Infanterieregiments aus Barmen erschossen.[19]

## Erklärungen
Die Frage des Kriegsrechts wird in der Encyclopédie de la grande guerre (1914–1918) in einem Artikel behandelt, der seinerseits auf die Vielzahl von Problemen verweist, die insbesondere durch Zivilisten im Kriegsrecht entstehen, und unter anderem darauf, dass die Teilnahme von Nicht-Kriegsparteien „eine illegale Handlung ist, die von der Macht, die sie innehaben würde, frei strafrechtlich geahndet werden kann“(„est un acte illégal qui peut être librement sanctionné pénalement par la puissance qui les détiendrait“).

### Freischärler
Zwei irische Historiker, John Horne und Alan Kramer, Autoren des 2001 in Dublin erschienenen Buches German Atrocities, die ausführlich sowohl französische als auch belgische und deutsche Archive konsultiert haben, kommen zu dem Schluss, dass die Überzeugung der Deutschen, dass Freischärler in den ersten Tagen des Angriffs im August 1914 auf die deutschen Truppen feuerten, ein „aufrichtiger falscher Glaube“ ist. Die Autoren bemühen sich, auch die Wurzeln dieses Glaubens zu erklären:
- mit der realen Erfahrung französischer Freischärler im Deutsch-Französischen Krieg von 1870/71[22]
- mit dem Konservatismus der deutschen (politischen und militärischen) Führer, die Volksaufständen misstrauisch gegenüberstanden;
- mit dem diffusen Gefühl, dass der Widerstand der belgischen Armee, mit dem die Deutschen nicht gerechnet hatten, etwas Illegitimes an sich hatte, da dieser Frankreich in die Hände spielte. Dieser Glaube bestand auch 1940 noch: Als 80 Einwohner von Vinkt in Flandern ermordet wurden, hatten die belgischen Ardennenjäger gerade einem deutschen Regiment eine Niederlage zugefügt
- mit der Existenz einer Bürgergarde, die direkt aus der belgischen Revolution stammte und von den Deutschen als Freischärler angesehen wurde, weil sie in paramilitärischen bürgerlichen Gruppierungen organisiert war.
- mit bestimmten technischen Elementen der damaligen Bewaffnung oder bestimmten Besonderheiten der Orte (wie in Les Rivages)
- mit der Panik, die dazu führte, dass sich die deutschen Truppen gegenseitig beschossen, wobei diese Tatsache vor dem Generalstab vertuscht werden musste.

In Apologie pour l'histoire schreibt Marc Bloch: „Viele belgische Häuser weisen an ihren Fassaden schmale Öffnungen auf, die den Verputzern das Aufstellen ihrer Gerüste erleichtern sollen; in diesen unschuldigen Maurerkunststücken hätten die deutschen Soldaten 1914 niemals Schießscharten gesehen, die für die Freischärler vorbereitet waren, wenn nicht durch ihre Vorstellungskraft seit langem die Angst vor Guerillakämpfen gegeistert wäre.“

### Französische Gegenoffensive

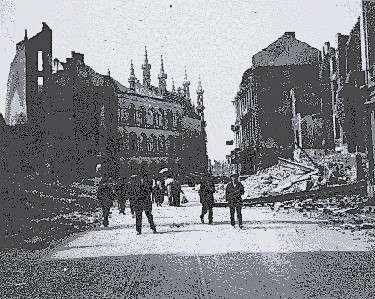
Die zerstörte Stadt Leuven 1915.

Diese Ausschreitungen könnten auch darauf zurückzuführen sein, dass die Deutschen besonders schlecht auf die Tatsache reagierten, dass Belgien die Bedingungen des deutschen Ultimatums nicht akzeptierte (deutsche Truppen passieren zu lassen, mit dem Ziel, Frankreich anzugreifen), und der französischen Armee erlaubte, die deutsche Armee auf belgischem Boden anzugreifen.
Die belgische Position basierte auf der Tatsache, dass die Unabhängigkeit und Neutralität Belgiens von den Unterzeichnermächten der Londoner Verträge (Vertrag der XVIII Artikel und Vertrag der XXIV Artikel) garantiert wurde. Gemäß dieser These musste Belgien den Durchzug der deutschen Armee durch sein Land verweigern. Im Gegensatz dazu und gemäß der gleichen These konnten und mussten Frankreich und das Vereinigte Königreich eingreifen, sobald die belgische Neutralität und Unabhängigkeit verletzt wurde.
Die deutsche Position gründete sich darauf, dass Belgien sich de facto mit Frankreich und dem Vereinigten Königreich verbündet habe und somit seine Neutralität verraten habe, um vor dem deutschen Angriff die Gegenoffensive vorzubereiten. Die Tatsache, dass viele Ausschreitungen direkt nach den Schlachten im Zusammenhang mit der französischen Gegenoffensive (insbesondere Dinant) stattfanden, unterstützt diese Erklärung.
Axel Tixhon, Professor für Zeitgeschichte an der Universität Namur, geht noch weiter und stellt eine dritte Hypothese auf: „Die deutschen Truppen haben diese Massaker wissentlich organisiert, es gab einen Befehl, dies zu tun [...] Angesichts der Anzahl der Fälle und der Tatsache, dass sie von verschiedenen deutschen Armeen verübt wurden, kann man davon ausgehen, dass Anweisungen gegeben wurden, die belgische Bevölkerung zu terrorisieren. Zeugenaussagen und schrifliche Dokumente belegen diese Befehle, insbesondere bei der 3. Deutschen Armee, die aus sächsischen Truppen bestand, die durch Ostbelgien und den Condroz zog und Dinant angriff.“.
Der Schlieffen-Plan und später das Konzept des Blitzkriegs beruhten auf einem schnellen Angriff auf Belgien und Frankreich (Deutschland sollte zuerst angreifen) und der erwarteten Trägheit des Vereinigten Königreichs. Der Widerstand der belgischen Armee und die schnellen Reaktionen Frankreichs und Großbritanniens riskierten, diesen Plan zu durchkreuzen.
Das Ergebnis dieser Gräueltaten, von denen die Deutschen glaubten, dass sie nach einem kurzen und siegreichen Krieg schnell vergessen sein würden, war, dass Deutschland bei den Neutralen ein denkbar schlechtes Bild abgab. Am 10. Mai 1918 schrieb Charles Spindler in seinem Tagebuch :
Ich treffe Dr. L., der derzeit in der deutschen Propagandaabteilung tätig ist. Er ist gerade aus der Schweiz zurückgekehrt, wo er die Überlegenheit der französischen Propaganda feststellen konnte. In Deutschland, sagt er mir, „fehlt es uns an fähigen Journalisten. Unsere Propagandaliteratur ist der Beweis dafür. Es gibt nichts Dümmeres und Ungeschickteres. Das Ergebnis ist, dass alle Neutralen gegen uns sind“. Ich erwiderte: „Sind Sie sicher, dass die Propaganda der Grund dafür ist? Meiner Meinung nach ist die Frage: Gab es Grausamkeiten und Gewalttaten in Belgien und Frankreich?“ – „Natürlich wurden sie begangen, aber sie waren unvermeidlich.“ Ich sagte: „Dann können Sie noch so viele talentierte Journalisten einstellen, Sie werden die Verbrechen nicht ungeschehen machen können. Die Sache ist schlecht und kann nicht verteidigt werden.“

## Nach dem Ersten Weltkrieg

### Parallelen zur deutschen Offensive von 1940
Die Erinnerung an die Übergriffe von 1914 könnte eine Erklärung für die verzweifelte Flucht von Millionen von Zivilisten sein, als die deutsche Wehrmacht am Morgen des 10. Mai 1940 die belgische Grenze überquerte. Die Erinnerung an die Tötungen von 1914 trug dazu bei, dass im Mai 1940 Millionen von Menschen aus Belgien und Frankreich in den Süden flohen. Dieser Exodus war übrigens einer von vielen Erklärungsfaktoren für die französische Niederlage in der Schlacht um Frankreich, vor allem bei der Überquerung der Meuse in Sedan am 13. und 14. Mai 1940. Tatsächlich behinderten die von Flüchtenden verstopften Straßen manchmal den Aufmarsch der französischen Divisionen, wie bei den Gegenangriffen der Panzer auf Sedan, wie es bei der 3. gepanzerten Reservedivision der Fall war.

### Gedenken
Im Mai 2001 fand in Dinant eine Versöhnungszeremonie statt, bei der der deutsche Verteidigungsminister in einer Rede vor der Charles-de-Gaulle-Brücke, die die beiden Ufer der Maas miteinander verbindet, im Namen Deutschlands um Vergebung bat. Das Ausmaß der Massaker in dieser Region und die Art und Weise, wie die Ereignisse dort erlebt und begangen wurden, sind der Grund für eine unterschiedliche Erinnerung an den Ersten Weltkrieg in Flandern und Wallonien und könnten neben vielen anderen Faktoren das sehr unterschiedliche Verhalten der flämischen und wallonischen Regimenter bei der Schlacht an der Lys erklären.